# Furduești (okręg Ardżesz)
Furduești – wieś w Rumunii, w okręgu Ardżesz, w gminie Rătești. W 2011 roku liczyła 566 mieszkańców.